# فيجما
فيجما (بالإنجليزية: Figma)‏ تطبيق ومحرر رسومات متجه وأداة للنماذج الأولية تعتمد بشكل أساسي على الويب، مع ميزات إضافية غير متصلة بالإنترنت تم تمكينها بواسطة تطبيقات سطح المكتب لنظامي التشغيل ماك أو إس ومايكروسوفت ويندوز، يتمتع فيجما بقدرات عالية على تحرير وتصميم واجهة المستخدم وتجربة المستخدم.

## التاريخ
بدأ ديلان فيلد [الإنجليزية] وايفان والاس [الإنجليزية] العمل على تطوير فيجما في عام 2012 بينما كانوا طلاب علوم الكمبيوتر في جامعة براون.
كان الهدف الأصلي وراء فيجما هو تمكين أي شخص أن يكون مبدعًا من خلال إنشاء أدوات مجانية وبسيطة ومبتكرة في متصفح الويب.
حصل ديلان فيلد [الإنجليزية] على لقب زمالة ثيل [الإنجليزية] في عام 2012، وحصل على 100,000 دولار مقابل الحصول على إجازة من الكلية.
بدأت فيجما في تقديم برنامج معاينة مجاني للدعوة فقط في 3 ديسمبر 2015.
في 27 سبتمبر 2016، أطلقت الشركة الإصدارالأول للتطبيق.
في 22 أكتوبر 2019، أطلقت الشركة محفظة أعمال، مما يسمح للمصممين بنشر أعمالهم للآخرين لعرضها والتكيف معها.
في 21 أبريل 2021، أطلقت فيجما قدرة على السبورة البيضاء الرقمية تسمى FigJam، مما يسمح للمستخدمين بالتعاون مع الملاحظات اللاصقة والرموز التعبيرية وأدوات الرسم.

## التمويل
في يونيو 2013، جمعت الشركة 3.8 مليون دولار من التمويل الأولي.
في ديسمبر 2015، جمعت الشركة 14 مليون دولار في تمويل السلسلة A.
في فبراير 2018، جمعت الشركة 25 مليون دولار في جولة من السلسلة B.
في فبراير 2019، جمعت الشركة 40 مليون دولار في تمويل السلسلة C.
في أبريل 2020، جمعت الشركة 50 مليون دولار في جولة تمويل من السلسلة D.
بلغت قيمة فيجما أكثر من 2 مليار دولار بحلول أبريل 2020 و 10 مليارات دولار بنهاية مايو 2021.

## المنافسين
- أدوبي XD
- سكتش

## وصلات خارجية
الموقع الرسمي